# أحمد بن عمر الجيزي
أبو عبد الله أحمد بن عمر بن محمد بن عمر بن محفوظ المصري الجيزي فقيه وقاضي مصري.
تلا على أبي الفتح بن بدهن نزيل مصر، وسمع من: أحمد بن بهزاد السيرافي، وأحمد بن إبراهيم بن جامع، وأحمد بن مسعود الزبيري، والعلامة أبي جعفر بن النحاس. حدث عنه: فارس بن أحمد الضرير، وأبو عمرو الداني وجماعة.
قال الداني: «كتبنا عنه شيئا كثيرا من القراءات والحديث، وتوفي سنة تسع وتسعين وثلاث مائة، وقيل:توفي في شعبان سنة أربع مائة». وأكبر شيخ له هو أبو الطاهر أحمد بن محمد المديني صاحب يونس بن عبد الأعلى. روى عنه المصريون.

## وفاته
توفي الجيزي سنة 399 هـ.